# Nakadomari (Aomori)
Nakadomari (中泊町 Nakadomari-machi?) es un pueblo localizado en la prefectura de Aomori, Japón. En octubre de 2018 tenía una población de 10.401 habitantes y una densidad de población de 48,1 personas por km². Su área total es de 216,34 km².

## Geografía

### Municipios circundantes
- Prefectura de Aomori
  - Goshogawara
  - Tsugaru
  - Yomogita
  - Sotogahama

## Demografía
Según datos del censo japonés, la población de Nakadomari ha disminuido en los últimos años.
| Año del censo | Población |
| ------------- | --------- |
| 1995          | 15.998    |
| 2000          | 15.325    |
| 2005          | 14.184    |
| 2010          | 12.743    |
| 2015          | 11.187    |